# Marchenoir
Marchenoir ist eine französische Gemeinde mit 679 Einwohnern (Stand 1. Januar 2022) im Département Loir-et-Cher in der Region Centre-Val de Loire; sie gehört zum Arrondissement Blois und zum Kanton La Beauce.

## Bevölkerungsentwicklung

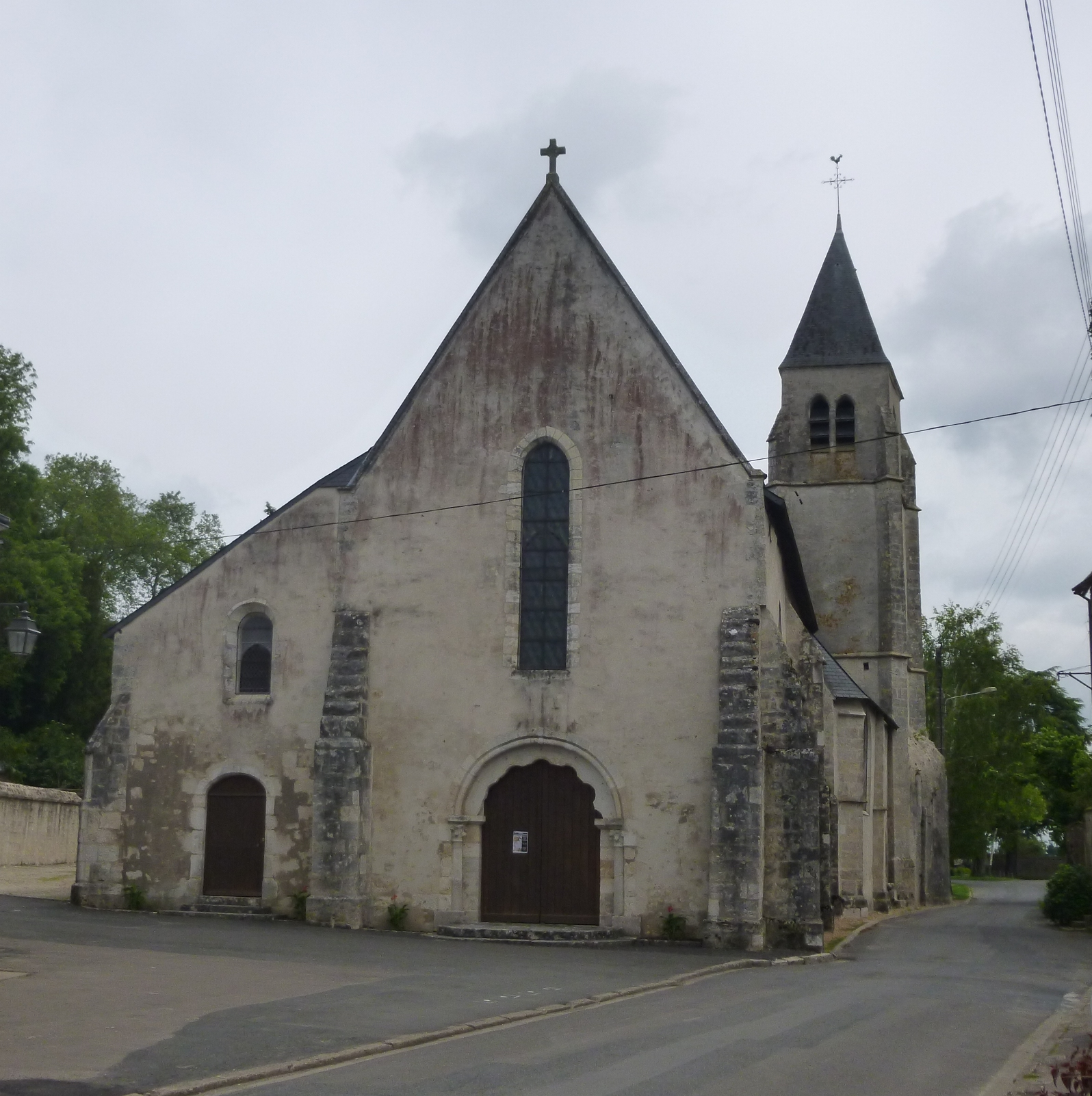
Kirche Mariä Himmelfahrt

- 1962: 633
- 1968: 669
- 1975: 667
- 1982: 633
- 1990: 627
- 1999: 632
- 2012: 664
- 2017: 659